# 合页草
合页草（学名：Strobilanthes monadelpha）是爵床科马蓝属的植物。分布于印度尼西亚、印度、泰国、喜马拉雅以及中国大陆的西藏、云南等地，目前尚未由人工引种栽培。

## 种下等级
- Strobilanthes monodelpha Nees